# Coelogyne vanoverberghii
Coelogyne vanoverberghii é uma espécie de orquídea epífita, família Orchidaceae, originária das Filipinas.